# Método do gradiente conjugado

Uma comparação da convergência do método de descida do gradiente com tamanho de passo ótimo (em verde) e o método do gradiente conjugado (em vermelho) para a minimização da forma quadrática com um sistema linear dado. O gradiente conjugado, assumindo aritmética exata, converge em no máximo n passos onde n é o tamanho da matriz do sistema (no exemplo, n=2).

Em matemática, o método do gradiente conjugado é um algoritmo para a solução numérica de sistemas particulares de equações lineares, aqueles cuja matriz é simétrica e positiva definida. O método do gradiente conjugado é um método iterativo, então ele pode ser aplicado a sistemas esparsos que são grandes demais para ser tratados por métodos diretos como a decomposição de Cholesky. Tais sistemas surgem frequentemente quando se resolve numericamente equações diferenciais parciais.